# Karl Hurm

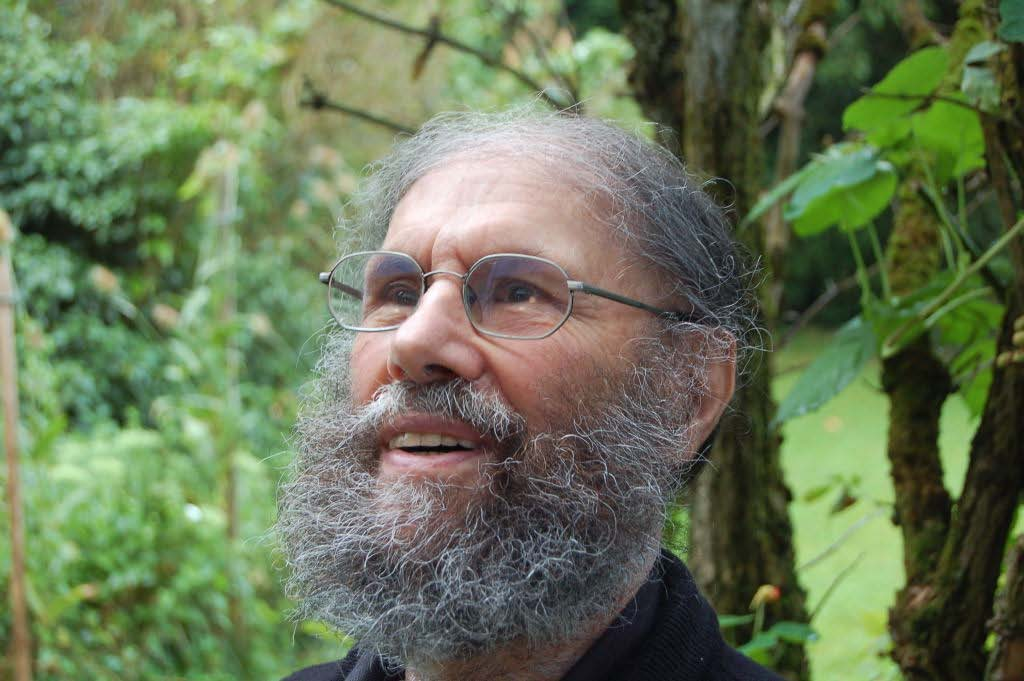
Karl Hurm (2010)

Karl Hurm (* 29. Dezember 1930 in Weildorf; † 8. Juni 2019 in Balingen) war ein deutscher Maler. Die Werke des autodidaktischen Künstlers zählen zur Naiven Kunst und werden seit 1998 in einer ständigen Ausstellung im Städtischen Kunstmuseum Ölmühle in Haigerloch gezeigt.

## Leben
Karl Hurm wurde 1930 als siebtes von acht Kindern geboren. Als Kind zeichnete er die dörfliche Umgebung seines Heimatortes Weildorf, „das Malen war alleweil dabei“ äußerte er dazu selbst. Nach dem Schulabschluss 1946 begann er eine Lehre zum Anstreicher. Daneben informierte sich Hurm über regionale Maler, besuchte den Düsseldorfer Maler Friedrich Schüz (1874–1954) und hörte von den jungen Künstlern, die im Kloster Bernstein arbeiteten. 1949 übernahm Hurm die elterliche Obst- und Gemüsehandlung in Weildorf. Seine wöchentlichen Fahrten zum Großmarkt in Stuttgart nutzte er auch für Museumsbesuche. Hurm nannte später neben den Werken alter Meister die Werke von Picasso und Paul Klee, Henri Rousseau und Paul Gauguin, Marc Chagall und Jean Tinguely als Anregung für seine Maltechnik und Motive.
1955 heirateten Karl Hurm und Anni Huber (1935–2019). Aus der Ehe gingen vier Kinder hervor, darunter der Amerikanist Gerd Hurm. Hurm arbeitete weiter im Obst- und Gemüsegroßhandel, in der Freizeit zeichnete und malte er. 1970 schied Karl Hurm aufgrund einer schweren Erkrankung aus dem Unternehmen aus und widmete sich seitdem ausschließlich der Malerei. 1972 gewann er mit dem Bild Frau beim Fernsehen den ersten Preis beim „Sonntagsmaler-Wettbewerb“ für Hobbykünstler der Firma Eisenmann, Böblingen. Im gleichen Jahr hatte er die erste Einzelausstellung in der Galerie die schwarze Treppe in Haigerloch. Seitdem präsentierte Karl Hurm seine Bilder in über 200 Gruppen- und Einzelausstellungen in Europa, den USA sowie Japan. Karl Hurm malte und lebte im Haigerlocher Stadtteil Weildorf.

## Werk

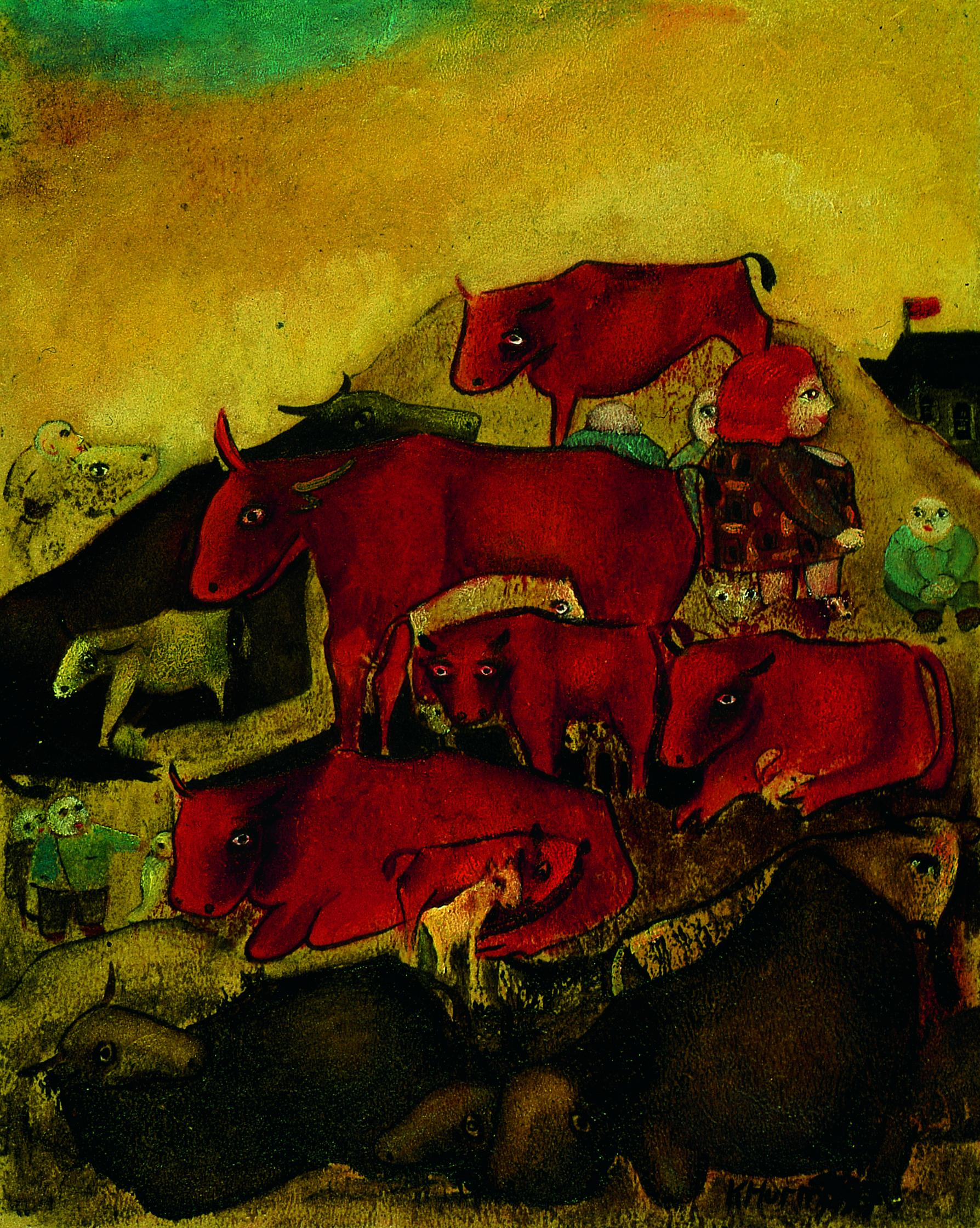
„Tiere am Berg“, Öl, 20 × 16 cm

Die seit den 1970er Jahren entstandenen Werke Karl Hurms sind nur schwer einer Stilrichtung zuzuordnen, werden häufig unter dem Begriff „Naive Kunst“ gefasst. Hurm startete aus der Riege der „Sonntagsmaler“ und schuf ein umfangreiches, eigenständiges Werk. Er präsentiert seine Bilder zumeist in Öl auf Hartfaserplatten gemalt. Die kleinen Formate werden in selbstgebauten Holzrahmen gefasst.
In den frühen 1970er Jahren malte Hurm belebte Szenen in naiver Manier (Die Arche Noah, 1973). Bis auf wenige Ausnahmen im Bild weist
jeder Gegenstand, jedes Lebewesen seinen Platz, seine realistische Farbgebung auf. Schon früh lenkte Hurm durch eine eigenwillige Interpretation der Größenverhältnisse den Betrachter im Bild (Das Paradies, 1972).
Die schwäbische Heimat im Wandel der Tages- und Jahreszeiten diente bis zuletzt als Basis vieler Bilder. Zentrale Merkmale sind Menschen, Häuser, Kühe, Pferde, Wiesen und Wälder, die Landschaft im Wechsel der Jahreszeiten, Szenen des alltäglichen Lebens. Dabei blieb Hurm keineswegs im Klischee einer ländlichen Idylle verhaftet, er nahm Brüche und Kanten der Moderne wertfrei wahr. In vielfältigen Variationen spielte er mit diesen Themen, so dass kein Bild dem anderen gleicht, jedes ein Einzelstück ist.
Karl Hurm rückte im Laufe seines Schaffens vom Abbilden ab. Durch die mit feinem Pinsel in vielen Schichten aufgetragenen Farben, der Realität entrückten Formen, der Stimmung geschuldete Verwendung emotionaler Farbigkeit, entstand in seinen Bildern eine parallele Realität. In unbändiger Vorstellungskraft verfremdete Hurm Momente des Alltags und setzte Akzente in der Gewichtung durch eigenwillige Maßstäbe. So scheinen sich die kleinen, gedrungenen Männer vor den großen, runden, rothaarigen Frauen zu verstecken (Viadukt in der Winterlandschaft, 1988), als einsamer Betrachter steht der Mann der Natur gegenüber (Gelber Hügel, 1998). Häuser stapeln sich zu Gebirgen (Turm in der Winterlandschaft, 1986), Vögel nehmen Kontur und Farbigkeit der Büsche an (Großer Vogel mit drei Bäumen, 1986). Winterlandschaften und Interieurs gaben dem Maler Gelegenheit, „eigenwillige Farbdominanzen“ auszuloten (Blumenstrauß mit gelbem Vorhang, 1989). Hurm experimentierte mit den Farben Rot, Weiß, Blau, Braun, die als Filter über das Bildmotiv gelegt werden (Blauer Stadtteil, 1988).
In den 1990er Jahren entwickelte die Farbe ein vom Gegenstand gelöstes Leben der „Entgrenzung“. Sie umfasst Gruppierungen (Grüne Vögel bei den Kühen, 1999), setzt expressive, kontrastreiche Schwerpunkte. Hurm leitete eine Tendenz zur Abstraktion ein, die an Höhlenmalereien erinnert. (Tierherde im Winter, 2000).

### Materialbilder
In den 1990er Jahren begann Karl Hurm vermehrt, Alltags-Objekte in seine Gemälde einzubauen, seine Bilder in die dritte Dimension zu führen. Strumpfhosen, Schuhbänder, Pinselborsten, Kettenglieder, Maschendraht, Einkaufsnetze, Zweige und Bucheckern wurden in Collagen untergebracht. Kaugummis, als Flachrelief in Form gepresst, lassen die Figuren plastisch erscheinen. Gleichzeitig entstanden Bilder auf alten Ofentüren, Eisenplatten, Blechen oder Holzstücken. Karl Hurm nutzte dieses Material, um wie aus ferner Vorzeit auf uns überkommene Bilder zu gestalten. Im Material vorgefundene Strukturen werden durch Andeutungen in Farbe interpretiert.

### Zeichnungen
Bereits als Kind und Jugendlicher hat Hurm gezeichnet. Dieses Frühwerk ist ebenso wenig erhalten wie die während der Berufstätigkeit als Obst- und Gemüsegroßhändler entstandenen Skizzen auf der Rückseite von Geschäftspapieren. Die erhaltenen Zeichnungen seit den 1960er Jahren verstehen sich nicht als Entwürfe, sie sind als eigenständige Kunstwerke präzise und detailfreudig komponiert. Die Zeichnungen entstanden immer dann, wenn Staffelei und Farben nicht zur Verfügung standen.

## Ausstellungen und Ankäufe

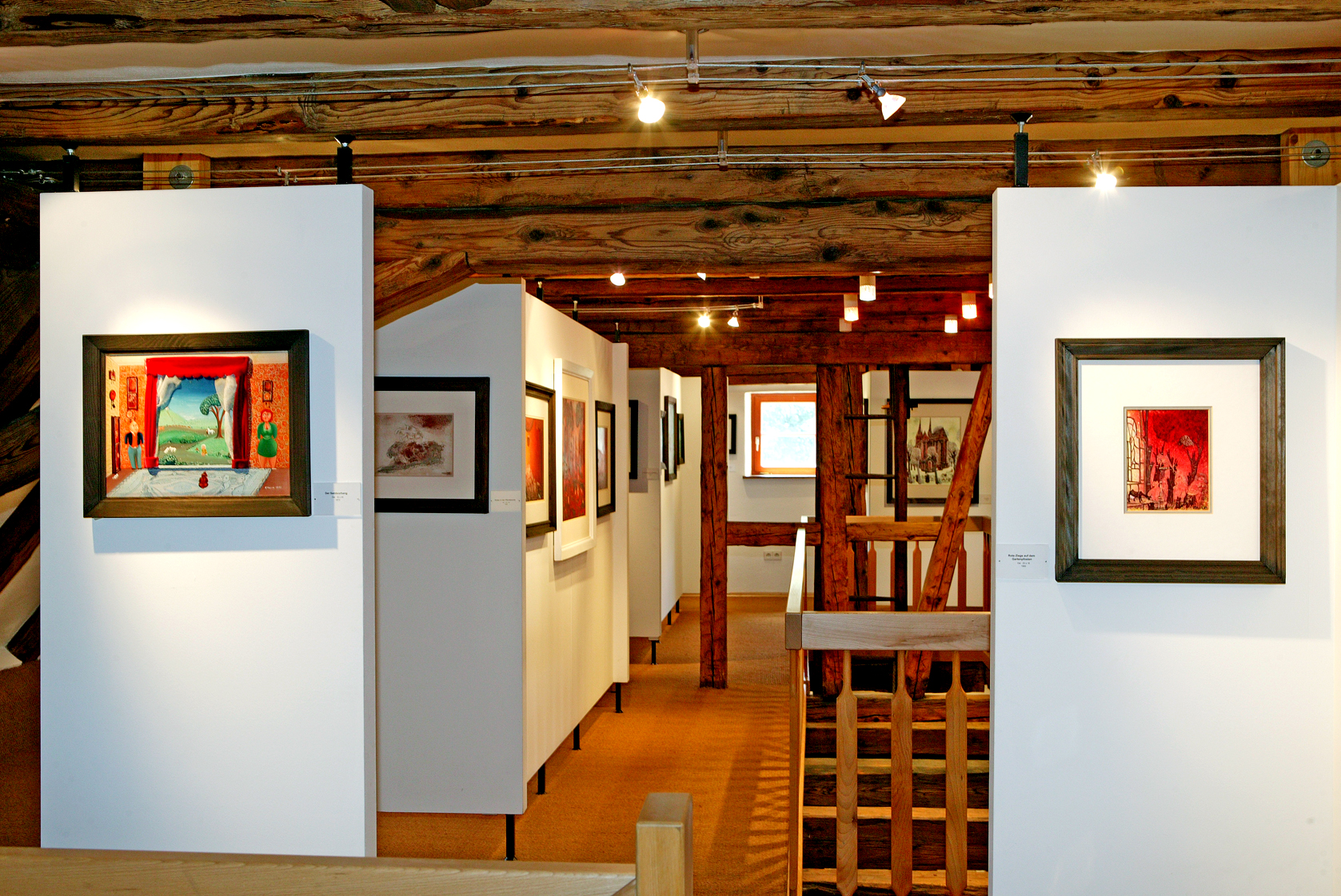
Ölmühle in Haigerloch

Ab 1969 beteiligte sich Karl Hurm an Ausstellungen naiver Künstler in der Galerie Eisenmann, Böblingen, 1972 gewann er den ersten Preis. 1972 wurde Karl Hurm in der ersten Einzelausstellung in der Galerie die schwarze Treppe von Hermann-Josef Speier in Haigerloch gewürdigt. Es folgten über 200 Ausstellungsbeteiligungen, darunter:
- 1981 Kunstsammlung der Universität Göttingen
- 1983 Naive and Outsider Painting from Germany, Museum of Contemporary Art, Chicago.[13]
- 1984 Musée international d’art naïf Anatole Jakovsky, Nizza
- 1996 Bad Wimpfen, Ausstellung der Staatsgalerie Stuttgart
- 1998 Grosvenor Museum, Chester
- 1999 Gallery K, London
- 2003 Vestisches Museum, Recklinghausen

Ab 1998 präsentierte Karl Hurm in Zusammenarbeit mit der Stadt Haigerloch im Städtischen Museum Ölmühle eine Dauerausstellung mit Werken aus seiner gesamten Schaffenszeit. Die Sammlung Würth, Künzelsau, bietet einen repräsentativen Querschnitt des Werkes von Karl Hurm (insgesamt über 200 Ölbilder, Materialbilder, Stelen und Zeichnungen). Das Landesmuseum Baden-Württemberg, Schloss Waldenbuch, besitzt seit 1990 Bilder von Karl Hurm.